# 존 레논 비긴즈: 노웨어 보이
《존 레논 비긴즈: 노웨어 보이》(Nowhere Boy)는 2009년 공개된 영국의 영화로, 비틀즈 결성 전의 젊은 존 레논을 그린 전기 영화다. 영화는 레논의 이복 자매인 줄리아 베어드의 자서전을 기반으로 제작되었다. 미국에서는 레논의 70번째 생일을 기념하여 2010년 10월 8일 개봉했다.

## 줄거리
영화의 첫 장면에서 존 레논은 뭔가에 쫓기듯 어디론가 황급히 달려간다. 주변에서는 사람들의 환호성이 들려오고 뒤를 돌아보던 존이 발을 헛디뎌 넘어지고, 이후 꿈에서 깨어난다. 이 장면은 비틀즈를 소재로 한, 그리고 비틀즈 멤버들이 직접 출연도 했던 첫 영화 《하드 데이즈 나이트》의 첫 장면에 대한 오마주다.
리버풀에서 태어난 존 레논은 다섯 살 때 부모님의 불화로 이모댁에서 키워졌다. 그러다 자상했던 이모부가 세상을 떠나자 어머니인 줄리아를 찾아가기로 결심한다. 잠시의 망설임 끝에 십여 년이 흘러 재회한 두 사람은 함께 시간을 보내기 시작한다 레논은 줄리아를 따르며 로큰롤에 빠져들고 밴조를 배우며 음악에 눈뜨기 시작하지만, 하지만 미미는 존이 줄리아로 인해 다시 상처받을지 모른다는 생각에 두 사람이 만나는 것을 반대한다. 그렇게 이모와 엄마 사이의 불편한 관계 속에서 존은 더욱더 음악에 빠져들게 되고, 1956년 드디어 피트 쇼튼 등 쿼리뱅크 고등학교 친구들과 함께 밴드 쿼리맨을 결성한다. 이후 폴 매카트니, 조지 해리슨 등이 차례로 영입되는데 특히 어머니를 잃은 폴과는 친구 이상의 우정을 나눈다. 그렇게 그들은 리버풀의 작은 클럽에서 연주를 시작해 더 큰 꿈을 꾸기 시작한다. 그러다 이모와 어머니 사이에 불화가 불거지고, 존은 자신이 모르고 있던 사실을 알게 되면서 충격에 빠진다.

## 배역
- 존 레논 역에 에런 테일러존슨
- 줄리아 레넌 역에 앤마리 더프
- 미미 스미스 역에 크리스틴 스콧 토머스
- 조지 투굿 스미스 역에 데이빗 스렐펄
- 폴 매카트니 역에 토머스 생스터[1]
- 피터 쇼튼 역에 조쉬 볼트
- 마리아 케네디 역에 오필리아 로비본드
- 스탠 파크스 역에 제임스 마이클 존슨
- 줄리아 베어드 역에 안젤리카 조플링
- 재클린 디킨스 역에 제시 피닉스 조플링
- 바비 디킨스 역에 데이비드 모리시
- 마이클 피시윅 역에 앤드류 버칸
- 로드 데이비스 벤담 역에 제임스 잭
- 에릭 그리피스 역에 잭 맥엘론
- 조지 해리슨 역에 샘 벨
- 지미 타벅 역에 크리스틴 버드
- 앨프리드 레넌 역에 콜린 티어니

## 제작
영화는 개념 예술가이자 사진가인 샘 테일러존슨의 감독 데뷔작이다. 영화는 영국의 국가복권에서 120만 파운드를 기부받았고, 영국 영화진흥회에서 스크립트 제작과 개발을 위해 35,500 파운드를 받았다. 또한 필름4에서 기부금을 받았다. 대본은 매트 그린할프가 썼다. 존 레논 역으로는 공연장면 등을 위해 실제 뮤지션을 캐스팅하려 했으나, 에런 존슨이 6개월간 보컬과 기타 트레이닝을 받는 열의를 불태워 제작진의 마음을 사로잡았다.
리버풀에서 촬영했으며, 미들섹스의 수섹스 길과 웨스트 런던의 얼링 스튜디오에서 촬영되었다. 몇몇 학교 신은 코스비의 세이크리드 헛 카톨릭 대학에서 촬영했다. 영화의 발표에 이어, 매체에서는 레논의 여동생 줄리아 베어드의 책 《Imagine This: Growing Up With My Brother John Lennon》을 기반으로 한다고 보도했다. 그러나 완성된 영화의 크레디트에는 시나리오 작가 매트 그린할프만 표기되었고, 책이나 베어드를 언급하진 않았다. 감독은 매카트니와 요코 오노와 함께 대본에 대해 상의했으며, 미미가 존에게 덜 엄격하고, 더 사랑하는 것으로 보이게 합의했다.
영화에서 이모부 조지는 마루에 있는 라디오에 기다란 선을 연결해 존의 2층 방까지 연결해주고 함께 놀다가 쓰러진 것으로 나오지만, 실제로는 함께 있다가 숨을 거둔 것이 아니라 1955년 존이 스코틀랜드에 있는 친척 집에 놀러갔을 때 사망해 존은 집에 돌아오고 나서야 그 사실을 알게 된다. 또한 영화에서는 이모부의 장례식 날 줄리아가 나타나 존이 처음 본 것으로 나오는데, 실제로는 이모부가 죽기 훨씬 전에 줄리아의 집을 방문했었다.
1958년 7월 15일 줄리아가 교통사고로 세상을 뜨고 영화 속 존은 감정을 통제하기 힘든 상태로 나아가는데, 급기야 자신을 말리는 피트 쇼턴의 코피를 터트리고 폴도 때려서 쓰러트린다. 헌터 데이비스의 《비틀즈》에 따르면 실제로 존 레논의 멤버 구타 사건은 일어나지 않았으며, 오히려 한 친구는 "어떻게 어머니가 돌아가셨는데 저렇게 아무렇지도 않지?"라고 회고했을 정도다. 오히려 속으로 그 상처를 삭였고 굉장히 시니컬하게 변했다고 한다. 매카트니 또한 실제로는 그런 싸움이 결코 일어난 적이 없다고 말했다. 그는 "하지만 내 캐릭터는 멋졌으니, 좀 맞은 것 정도야 신경 안 써요. 제가 감독인 샘에게 전부 털어놓았는데도, 그녀는 "그래요, 하지만 이건 그냥 영화라구요, 폴"이라 말하더군요"라고 전했다.

## 공개와 평가
이 영화는 2009년 10월 29일 런던 영화제 폐막일에 세계 최초로 상영되었다. 2010년 선댄스 영화제에서 1월 27일에 상영되었다. 영화는 영국에서 2009년 12월 26일 초연되었다. 미국에서는 레논 탄생 70주년 기념 행사와 동시에 2010년 10월 8일에 초연되었다. 한웨이 필름이 전 세계에 영화를 판매했고, 아이콘 엔터테인먼트 인터내셔널이 영국과 호주의 배급권을 획득했다. 마스 디스트리뷰션은 프랑스의 배급권을 획득했다. 와인스타인 컴퍼니는 미국, 독일 및 라틴 아메리카에서 영화를 배급했다.
《존 레논 비긴즈: 노웨어 보이》는 영화 비평가의 호평을 받았다. 리뷰 제공 사이트 로튼 토마토에서는 135개의 평가를 기반으로 79%의 신선도를 획득했다. 해당 사이트의 비평 합의에는 "음악적 통찰력은 기대하지 말아라. 하지만 존 레논의 유년기는 에런 존슨의 자제되고 억눌린 접근법과 훌륭한 연기로 빛을 발한다."고 적혀있다. 씨네21에서는 5명의 전문가 평가를 기반으로 10점 만점에 6점을 받았다.